# Lněnka zobánkatá
Lněnka zobánkatá (Thesium rostratum) je v České republice velmi vzácná, kriticky ohrožená poloparazitická rostlina, druh z velmi širokého rodu lněnka.

## Výskyt
Druh je rozšířen na poměrně malém území ve Střední Evropě. Nejčastěji v oblastech přilehlých k Alpám, v Rakousku (nejvíce), Německu, Švýcarsku, Itálii a Slovinsku. Izolovaně vyrůstají populace v Chorvatsku a v České republice. Roste nejčastěji na vápnitých slatinných loukách bohatých na minerály či ve světlých dubových nebo borových lesích na vápencovém podloží.
V ČR je historicky doložena ze 4 lokalit v mezofytiku a termofytiku středních a západních Čech. V současnosti roste v nepočetné populaci na jediném místě na Kladensku v národní přírodní památce Cikánský dolík, která je součásti přírodního parku Džbán ležící v křídovém masívu. Lněnka zobánkatá je součásti společenstev svazů Quercion pubescenti-petraeae a Caricion davallianae.

## Popis
Je to vytrvalá rostlina, hemikryptofyt, s tlustým vícehlavým oddenkem který dosahuje délky 4 až 5 cm. Vyrůstají z něho přímé, většinou nevětvené a lysé lodyhy vysoké 10 až 30 cm které hustě porůstají úzkými, jednožilnými, na koncích zašpičatělými listy dlouhými 2 až 6 cm. Přibližně ve 2/3 délky lodyhy přecházejí v jednoduchý hrozen tvořený v téměř pravém úhlu vyrůstajícími odstálými květonosnými větvičkami 2 až 10 mm dlouhými s jediným úzkým listenem 0,5 až 2 cm dlouhým a drobným květem s krátkou nebo žádnou stopkou, listence chybějí. Nad hroznem vyrůstá ještě neplodný listnatý chochol.
Pětičetné květy s vytrvalým okvětím trubkovitého až nálevkovitého tvaru, asi do poloviny rozeklaným, mají nápadně podlouhlé okvětní lístky které jsou zvenku zelenavé a zevnitř bílé. Rostliny vykvétají v květnu a červnu, opylují se entomogamicky (za nektar) nebo autogamicky. Ploidie je 2n = 26.
Plody jsou krátce stopkaté až přisedlé, 3 mm dlouhé a 2 mm široké, vejčitě kulovité, žluté až žlutohnědé barvy, podélně žilkované a asi dvakrát kratší než vytrvalé okvětí na jejich vrcholku.

## Ekobiologie
Nenápadná, poloparazitická rostlina která parazituje na kořenech různých rostlin ke kterým se přichycuje svými haustoriemi. Rozmnožuje se výhradně semeny. Z parazitovaných rostlin čerpá vodu, cukry a další živiny. 

## Ohrožení
Rozsah míst na kterých lněnka zobánkatá vyrůstá i počty jedinců se během let snižují a nejsou zcela známy požadavky jejichž zajištění by pomohlo ke stabilizaci a opětovnému rozšíření druhu. Pro zachování dobrých světelných poměrů se v současnosti alespoň její stanoviště v době od konce srpna do konce září pravidelně kosí.
V seznamu zvláště chráněných druhů rostlin uvedeném ve vyhlášce MŽP ČR č. 395/1992 Sb. ve znění vyhl. č. 175/2006 Sb. je lněnka zobánkatá prohlášena za druh kriticky ohrožený (§ 1) a také podle „Seznamu cévnatých rostlin květeny České republiky“ z roku 2012 je zařazena mezi druhy kriticky ohrožené (C1 b).